# Liste de forts, fortifications, citadelles et places fortes par continent
Liste de forts, fortifications, citadelles et places fortes classés par continent.
La présente liste renvoie aux divers continents.
- Liste de forts, fortifications, citadelles et places fortes en Afrique
- Liste de forts, fortifications, citadelles et places fortes en Amérique
- Liste de forts, fortifications, citadelles et places fortes en Asie
- Liste de forts, fortifications, citadelles et places fortes en Europe
- Liste de forts, fortifications, citadelles et places fortes en Océanie